# Brongniartia mollis
Brongniartia mollis är en ärtväxtart som beskrevs av Carl Sigismund Kunth. Brongniartia mollis ingår i släktet Brongniartia och familjen ärtväxter. Inga underarter finns listade i Catalogue of Life.